# Blaesoxipha papuana
Blaesoxipha papuana är en tvåvingeart som beskrevs av Guilherme A.M.Lopes 1990. Blaesoxipha papuana ingår i släktet Blaesoxipha och familjen köttflugor. Inga underarter finns listade i Catalogue of Life.